# Eerste Divisie
Eerste Divisie (pronunție în neerlandeză [ˈeːrstə diˈvizi], română Divizia Întâi, engleză First Division) este al doilea cel mai înalt nivel de fotbal din Olanda, cunoscută în vechime ca Țările de Jos. Este conectat cu Eredivisie de nivel superior și cu Tweede Divisie de nivelul al treilea prin intermediul sistemelor de promovare / retrogradare . Este, de asemenea, cunoscut sub numele de Keuken Kampioen Divisie datorită sponsorizării, în timp ce anterior a fost cunoscută sub numele de Jupiler League din același motiv.

## Istoric
Eerste Divisie este formată din 20 de cluburi, care se joacă reciproc într-o ligă cu dublă rundă, adică fiecare club joacă cu fiecare club un meci acasă și un meci în deplasare. La sfârșitul fiecărui sezon, campioana și echipa de pe locul 2 din Eerste Divisie sunt promovate automat în Eredivisie. Alte opt cluburi intră în Nacompetitie pronunție în neerlandeză [ˈnaːkɔmpəˌti(t)si], un playoff de promovare / retrogradare care include și echipele de pe locul 16 și 17 din Eredivisie. De obicei, cluburile care se califică pentru Nacompetitie se dovedesc a fi cluburile de pe locul 3 până pe locul 10 în clasamentul final. Cluburile din Nacompetitie se confruntă reciproc într-un sistem eliminator cu numărul 16 și 17 al Eredivisie pentru un loc în Eredivisie sezonul viitor.
Începând cu sezonul 2016–17, există retrogradare opțională în Tweede Divisie de nivelul trei. Cluburile din Divizia Tweede trebuie să anunțe la jumătatea sezonului dacă doresc să fie eligibile pentru promovare. Doar dacă unul dintre acele cluburi a câștigat campionatul Tweede Divisie, atunci automat este o echipă retrogradată din Eerste Divisie în această ligă.
Restul sezonului 2019-20 a fost anulat pe fondul pandemiei bolii coronavirus 2019 (COVID-19), astfel încât nu au existat promovări sau retrogradări. Înainte de anulare, KNVB s-a întâlnit în decembrie 2019 și a decis că promovarea în divizia a doua și retrogradarea în a treia au fost suspendate până în 2022–23, și doar una din echipele Jong din Eerste Divisie cu cea mai mică clasare va schimba locul cu omologul său cea mai bună clasare din Tweede Divisie.

## Promovare
Doar campioanele și echipele de pe locul 2 promovează automat în Eredivisie. La sfârșitul fiecărui sezon, echipele clasate pe primele două poziții a clasamentului se califică direct în liga superioară acestei ligi, iar alte 10 echipe, 8 (de la locul 3 până la locul 10) din această ligă și 2 (locul 16 și 17) din Eredivisie, vor juca în play-off de promovare / retrogradare, doar două dintre aceste echipe vor avea drept de promovare.
| Eerste Divisie din sezonul 1962-1963 până astăzi | Eerste Divisie din sezonul 1962-1963 până astăzi | Eerste Divisie din sezonul 1962-1963 până astăzi | Eerste Divisie din sezonul 1962-1963 până astăzi | Eerste Divisie din sezonul 1962-1963 până astăzi | Eerste Divisie din sezonul 1962-1963 până astăzi  | Eerste Divisie din sezonul 1962-1963 până astăzi  | Eerste Divisie din sezonul 1962-1963 până astăzi  | Eerste Divisie din sezonul 1962-1963 până astăzi |
| ------------------------------------------------ | ------------------------------------------------ | ------------------------------------------------ | ------------------------------------------------ | ------------------------------------------------ | ------------------------------------------------- | ------------------------------------------------- | ------------------------------------------------- | ------------------------------------------------ |
| Sezon                                            | Campioană                                        | Locul 2                                          | Locul 3                                          |                                                  | Sezon                                             | Campioană                                         | Locul 2                                           | Locul 3                                          |
| 1962-63                                          | DWS                                              | Go Ahead Eagles                                  | RBC Roosendaal                                   | 1994-95                                          | Fortuna Sittard                                   | De Graafschap                                     | Excelsior                                         |                                                  |
| 1963-64                                          | Fortuna Sittard                                  | Telstar                                          | ADO Den Haag                                     | 1995-96                                          | AZ Alkmaar                                        | FC Emmen                                          | Den Bosch                                         |                                                  |
| 1964-65                                          | Willem II                                        | Elinkwijk                                        | Blauw-Wit Amsterdam                              | 1996-97                                          | Maastricht                                        | Cambuur                                           | FC Emmen                                          |                                                  |
| 1965-66                                          | Fortuna Sittard                                  | Xerxes                                           | Breda                                            | 1997-98                                          | AZ Alkmaar                                        | Cambuur                                           | FC Emmen                                          |                                                  |
| 1966-67                                          | Volendam                                         | NEC Nijmegen                                     | ADO Den Haag                                     | 1998-99                                          | Den Bosch                                         | Groningen                                         | FC Emmen                                          |                                                  |
| 1967-68                                          | ADO Den Haag                                     | AZ Alkmaar                                       | Den Bosch                                        | 1999-00                                          | Breda                                             | Zwolle                                            | Groningen                                         |                                                  |
| 1968-69                                          | SVV                                              | Haarlem                                          | Vitesse                                          | 2000-01                                          | Den Bosch                                         | Excelsior                                         | Zwolle                                            |                                                  |
| 1969-70                                          | Volendam                                         | Excelsior                                        | Blauw-Wit Amsterdam                              | 2001-02                                          | Zwolle                                            | Excelsior                                         | RBC Roosendaal                                    |                                                  |
| 1970-71                                          | Den Bosch                                        | Groningen                                        | Vitesse                                          | 2002-03                                          | ADO Den Haag                                      | FC Emmen                                          | Helmond Sport                                     |                                                  |
| 1971-72                                          | Haarlem                                          | AZ Alkmaar                                       | Heerenveen                                       | 2003-04                                          | Den Bosch                                         | Excelsior                                         | Sparta Rotterdam                                  |                                                  |
| 1972-73                                          | Roda JC                                          | Zwolle                                           | Vitesse                                          | 2004-05                                          | Heracles Almelo                                   | Sparta Rotterdam                                  | Venlo                                             |                                                  |
| 1973-74                                          | Excelsior                                        | Vitesse                                          | Heerenveen                                       | 2005-06                                          | Excelsior                                         | Venlo                                             | Volendam                                          |                                                  |
| 1974-75                                          | NEC Nijmegen                                     | Groningen                                        | Vitesse                                          | 2006-07                                          | De Graafschap                                     | Venlo                                             | RBC Roosendaal                                    |                                                  |
| 1975-76                                          | Haarlem                                          | Venlo                                            | Wageningen                                       | 2007-08                                          | Volendam                                          | Waalwijk                                          | Den Bosch                                         |                                                  |
| 1976-77                                          | Vitesse                                          | Zwolle                                           | Maastricht                                       | 2008-09                                          | Venlo                                             | Waalwijk                                          | Cambuur                                           |                                                  |
| 1977-78                                          | Zwolle                                           | Maastricht                                       | Wageningen                                       | 2009-10                                          | De Graafschap                                     | Cambuur                                           | Excelsior                                         |                                                  |
| 1978-79                                          | Excelsior                                        | Groningen                                        | Willem II                                        | 2010-11                                          | Waalwijk                                          | Zwolle                                            | Helmond Sport                                     |                                                  |
| 1979-80                                          | Groningen                                        | Volendam                                         | Wageningen                                       | 2011-12                                          | Zwolle                                            | Sparta Rotterdam                                  | FC Eindhoven                                      |                                                  |
| 1980-81                                          | Haarlem                                          | Heerenveen                                       | Volendam                                         | 2012-13                                          | Cambuur                                           | Volendam                                          | Sparta Rotterdam                                  |                                                  |
| 1981-82                                          | Helmond Sport                                    | Fortuna Sittard                                  | Excelsior                                        | 2013-14                                          | Willem II                                         | Dordrecht                                         | Excelsior                                         |                                                  |
| 1982-83                                          | Dordrecht                                        | Volendam                                         | Den Bosch                                        | 2014-15                                          | NEC Nijmegen                                      | FC Eindhoven                                      | Roda JC                                           |                                                  |
| 1983-84                                          | Maastricht                                       | Twente                                           | Breda                                            | 2015-16                                          | Sparta Rotterdam                                  | Venlo                                             | Breda                                             |                                                  |
| 1984-85                                          | Heracles Almelo                                  | Venlo                                            | De Graafschap                                    | 2016-17                                          | Venlo                                             | Jong Ajax *                                       | Cambuur                                           |                                                  |
| 1985-86                                          | ADO Den Haag                                     | Zwolle                                           | Waalwijk                                         | 2017-18                                          | Jong Ajax                                         | Fortuna Sittard                                   | NEC Nijmegen                                      |                                                  |
| 1986-87                                          | Volendam                                         | Willem II                                        | Cambuur                                          | 2018-19                                          | Twente                                            | Sparta Rotterdam                                  | Jong PSV *                                        |                                                  |
| 1987-88                                          | Waalwijk                                         | Veendam                                          | Maastricht                                       | 2019-20                                          | Niciun câștigător, fără promovări și retrogradări | Niciun câștigător, fără promovări și retrogradări | Niciun câștigător, fără promovări și retrogradări |                                                  |
| 1988-89                                          | Vitesse                                          | ADO Den Haag                                     | Excelsior                                        | 2020-21                                          |                                                   |                                                   |                                                   |                                                  |
| 1989-90                                          | SVV                                              | Breda                                            | Heracles Almelo                                  | 2021-22                                          |                                                   |                                                   |                                                   |                                                  |
| 1990-91                                          | De Graafschap                                    | Breda                                            | Venlo                                            | 2022-23                                          |                                                   |                                                   |                                                   |                                                  |
| 1991-92                                          | Cambuur                                          | Den Bosch                                        | Heerenveen                                       | 2023-24                                          |                                                   |                                                   |                                                   |                                                  |
| 1992-93                                          | Venlo                                            | Heerenveen                                       | Breda                                            | 2024-25                                          |                                                   |                                                   |                                                   |                                                  |
| 1993-94                                          | Dordrecht                                        | NEC Nijmegen                                     | AZ Alkmaar                                       | 2025-26                                          |                                                   |                                                   |                                                   |                                                  |

Din sezonul 1956-57 până în sezonul 1961-62 liga a fost împărțită în două grupe, Eerste Divisie A și Eerste Divisie B, fiecare grupă cuprinzând 16 echipe, doar câștigătoarele celor două grupe promovau direct în liga superioară tuturor ligilor de fotbal din Olanda, Eredivisie.
| Eerste Divisie A | Eerste Divisie A | Eerste Divisie A | Eerste Divisie A |         | Eerste Divisie B    | Eerste Divisie B | Eerste Divisie B | Eerste Divisie B |
| Sezon            | Campioană        | Locul 2          | Locul 3          | Sezon   | Campioană           | Locul 2          | Locul 3          |                  |
| ---------------- | ---------------- | ---------------- | ---------------- | ------- | ------------------- | ---------------- | ---------------- | ---------------- |
| 1956-57          | ADO Den Haag     | Alkmaar '54      | SV Limburgia     | 1956-57 | Blauw-Wit Amsterdam | Telstar          | Dordrecht        |                  |
| 1957-58          | Willem II        | Dordrecht        | Amersfoort       | 1957-58 | ADO Den Haag        | Telstar          | Cambuur          |                  |
| 1958-59          | Volendam         | Cambuur          | Apeldoorn        | 1958-59 | Fortuna Sittard     | Telstar          | Groningen        |                  |
| 1959-60          | Groningen        | Vitesse          | TSV NOAD         | 1959-60 | Alkmaar '54         | Dordrecht        | Telstar          |                  |
| 1960-61          | Volendam         | Volewijckers     | AZ Alkmaar       | 1960-61 | Blauw-Wit Amsterdam | DHC Delft        | Heracles Almelo  |                  |
| 1961-62          | Heracles Almelo  | Excelsior        | Elinkwijk        | 1961-62 | Fortuna Vlaardingen | DHC Delft        | Fortuna Sittard  |                  |

## Palmares
- Echipele boldate actual joacă în cea mai superioară ligă de fotbal din Olanda, numită Eredivisie.

| Rang | Club Sportiv        | Campioană | Sezoane                            | Locul 2    | Sezoane                      | Locul 3          | Sezoane                      |
| ---- | ------------------- | --------- | ---------------------------------- | ---------- | ---------------------------- | ---------------- | ---------------------------- |
| 1    | Volendam            | 6         | 1959, 1961, 1967, 1970, 1987, 2008 | 3          | 1980, 1983, 2013             | 2                | 1981, 2006                   |
| 2    | Den Haag            | 5         | 1957, 1958, 1968, 1986, 2003       | 1          | 1989                         | 2                | 1964, 1967                   |
| 3    | Fortuna Sittard⁠(d)  | 4         | 1959, 1964, 1966, 1995             | 2          | 1982, 2018                   | 1                | 1962                         |
| 3    | Den Bosch⁠(d)        | 4         | 1971, 1999, 2001, 2004             | 1          | 1992                         | 4                | 1968, 1983, 1996, 2008       |
| 4    | Excelsior           | 3         | 1974, 1979, 2006                   | 5          | 1962, 1970, 2001, 2002, 2004 | 5                | 1982, 1989, 1995, 2010, 2014 |
| 4    | Venlo               | 3         | 1993, 2009, 2017                   | 5          | 1976, 1985, 2006, 2007, 2016 | 2                | 1991, 2005                   |
| 4    | Zwolle              | 3         | 1978, 2002, 2012                   | 5          | 1973, 1977, 1986, 2000, 2011 | 1                | 2001                         |
| 4    | AZ Alkmaar          | 3         | 1960, 1996, 1998                   | 3          | 1957, 1968, 1972             | 2                | 1961, 1994                   |
| 4    | De Graafschap       | 3         | 1991, 2007, 2010                   | 1          | 1995                         | 1                | 1985                         |
| 4    | Willem II           | 3         | 1958, 1965, 2014                   | 1          | 1987                         | 1                | 1979                         |
| 4    | HFC Haarlem⁠(d)      | 3         | 1972, 1976, 1981                   | 1          | 1969                         | 0                |                              |
| 4    | Heracles            | 3         | 1962, 1985, 2005                   | 0          |                              | 2                | 1961, 1990                   |
| 5    | Cambuur             | 2         | 1992, 2013                         | 4          | 1959, 1997, 1998, 2010       | 4                | 1958, 1987, 2009, 2017       |
| 5    | Groningen           | 2         | 1960, 1980                         | 4          | 1971, 1975, 1979, 1999       | 2                | 1959, 2000                   |
| 5    | Dordrecht⁠(d)        | 2         | 1983, 1994                         | 3          | 1958, 1960, 2014             | 1                | 1957                         |
| 5    | Vitesse             | 2         | 1977, 1989                         | 2          | 1960, 1974                   | 4                | 1969, 1971, 1973, 1975       |
| 5    | Nijmegen            | 2         | 1975, 2015                         | 2          | 1967, 1994                   | 1                | 2018                         |
| 5    | Waalwijk            | 2         | 1988, 2011                         | 2          | 2008, 2009                   | 1                | 1986                         |
| 5    | Maastricht⁠(d)       | 2         | 1984, 1997                         | 1          | 1978                         | 2                | 1977, 1988                   |
| 5    | Blauw Wit           | 2         | 1957, 1961                         | 0          |                              | 2                | 1965, 1970                   |
| 5    | SVV                 | 2         | 1969, 1990                         | 0          | 0                            |                  |                              |
| 6    | Sparta Rotterdam    | 1         | 2016                               | 3          | 2005, 2012, 2019             | 2                | 2004, 2013                   |
| 6    | Breda               | 1         | 2000                               | 2          | 1990, 1991                   | 4                | 1966, 1984, 1993, 2016       |
| 6    | Jong Ajax           | 1         | 2018                               | 1          | 2017                         | 0                |                              |
| 6    | Twente              | 1         | 2019                               | 1          | 1984                         | 0                |                              |
| 6    | Helmond Sport⁠(d)    | 1         | 1982                               | 0          |                              | 2                | 2003, 2011                   |
| 6    | Roda                | 1         | 1973                               | 0          | 1                            | 2015             |                              |
| 6    | Fortuna Vlaardingen | 1         | 1962                               | 0          | 0                            |                  |                              |
| 6    | DWS                 | 1         | 1963                               | 0          | 0                            |                  |                              |
| 7    | Telstar             | 0         |                                    | 4          | 1957, 1958, 1959, 1964       | 1                | 1960                         |
| 7    | Emmen⁠(d)            | 0         | 2                                  | 1996, 2003 | 3                            | 1997, 1998, 199  |                              |
| 7    | Heerenveen          | 0         | 2                                  | 1981, 1993 | 3                            | 1972, 1974, 1992 |                              |
| 7    | Eindhoven⁠(d)        | 0         | 1                                  | 2015       | 1                            | 2012             |                              |